# آلیس ایستوود
آلیس ایستوود (انگلیسی: Alice Eastwood؛ ۱۹ ژانویهٔ ۱۸۵۹ – october 30, ۱۹۵۳ (۹۳−۹۴ سال)) یک دانشمند اهل کانادا بود.